# Zikiu Rivas
Zikiu Rivas es una activista venezolana y líder comunitaria del estado Anzoátegui. En 2019 participó en la creación de la dirección de la sexodiversidad de la alcaldía de Píritu y ha defendido los derechos humanos de la comunidad desde hace años. También ha trabajado como miembro del Partido Socialista Unido de Venezuela (PSUV).
El 31 de marzo de 2023, fue detenida por dos funcionarios de la policía estadal después de protestar por las fallas de los servicios de agua y de luz eléctrica durante un acto de memoria y cuenta del alcalde del municipio Píritu, Jesús Méndez, alrededor de las 8:00 p.m. Fue trasladada hasta el destacamento N° 3 de PoliAnzoátegui donde se le prohibió la visita de sus familiares. Zikiu fue liberada después de ser presentada ante los tribunales el 4 de abril, cuando se le concedió libertad plena.